# Joshua Jackson
Joshua Browning Jackson Carter (ur. 11 czerwca 1978 w Vancouver) – kanadyjsko-amerykański aktor filmowy i telewizyjny, najbardziej znany jako Pacey Witter z serialu The WB Jezioro marzeń, roli Charliego Conwaya w serialu Walt Disney Pictures The Mighty Ducks i Petera Bishopa w serialu Fox Fringe: Na granicy światów. Wystąpił jako Cole Lockhart w serialu Showtime The Affair.

## Życiorys

### Wczesne lata
Urodził się w Vancouver w Kanadzie, w prowincji Kolumbia Brytyjska, w rodzinie rzymskokatolickiej jako syn dyrektorki castingów Fiony Jackson i Johna Cartera Jacksona. Jego ojciec pochodzi z Teksasu, a matka z Dublina. Wychowywał się z młodszą siostrą Aisleagh (ur. 1983). Spędził większość swojego dzieciństwa w Kalifornii, zanim przeprowadził się do Vancouver z matką i siostrą. Uczęszczał do Einstein Middle School w Shoreline w stanie Waszyngton, potem przez krótki czas uczył się w Ideal Mini School, a później naukę kontynuował w Kitsilano Secondary School. Kiedyś został wyrzucony z liceum z powodu spóźniania się na lekcje i oglądania The Jon Stewart Show.

### Kariera
W 1988 w Seattle wystąpił w przedstawieniu Roalda Dahla Charlie i fabryka czekolady jako Charlie. W tym momencie z pomocą reżyserki castingu Laury Kennedy dołączył do zespołu William Morris Agency. W 1991 otrzymał małą rolę filmową jako Tom w dramacie Zagubione serca (Crooked Hearts) z Jennifer Jason Leigh, Juliette Lewis, Peterem Coyote i Vincentem D’Onofrio.
W latach 1998–2003 występował jako Pacey Witter w serialu The WB Jezioro marzeń (Dawson's Creek) z Jamesem Van Der Beekiem, Michelle Williams i Katie Holmes. Grywał też w kilku filmach, w tym Szkoła uwodzenia (Cruel Intentions, 1999) z Sarah Michelle Gellar i Ryanem Phillippe, dreszczowcu psychologicznym Roba Cohena Sekta (The Skulls, 2000), dramacie Witamy w naszej dzielnicy (The Safety of Objects, 2001) z Glenn Close czy Projekt Laramie (The Laramie Project, 2002).
W 2000 użyczył głosu Jesse Grassowi w dwunastym sezonie serialu animowanego Simpsonowie. W filmie Stevena Soderbergha Ocean’s Eleven: Ryzykowna gra (2001) pojawił się na krótko jako osoba w scenie pokerowej z Bradem Pittem, George’em Clooneyem i Holly Marie Combs. Można go było także zobaczyć w roli Chrisa McKinleya w komedii romantycznej Americano (2005) z Dennisem Hopperem, jako Jeremy’ego Taylora telewizyjnym filmie familijnym ABC Family Pod słońce (Shadows in the Sun, 2005) u boku Harveya Keitela oraz w roli Duncana Shortera w melodramacie Zorza polarna (Aurora Borealis, 2005) z Donaldem Sutherlandem i Juliette Lewis.
W 2005 wystąpił w roli Johna na londyńskim West End w spektaklu Davida Mameta A Life in the Theatre u boku Patricka Stewarta.
W 2014 przyjął jedną z głównych ról jako Cole Lockhart w serialu Showtime The Affair.

## Życie prywatne
Spotykał się poza planem serialu Jezioro marzeń z Katie Holmes (1998–1999), a także z Brittany Daniel (1999–2000) i Rosario Dawson (2002–2003). W latach 2006–2016 był związany z Diane Kruger. W czerwcu 2018 związał się z Alyssą Julyą Smith.

## Filmografia
- 1992: Potężne Kaczory jako Charlie Conway
- 1994: Potężne Kaczory 2 jako Charlie Conway
- 1995: Kochany potwór jako Joshua Black
- 1996: Potężne Kaczory 3 jako Charlie Conway
- 1996: Robin z Locksley jako John Prince, Jr.
- 1997: On the Edge of Innocence jako Sammy
- 1997: Ronnie i Julie jako Ronnie Monroe
- 1997: Krzyk 2 jako uczestnik lekcji o filmie
- 1998: Ulice strachu jako Damon Brooks
- 1998: Uczeń szatana jako Joey
- 1998–2003: Jezioro marzeń jako Pacey Witter
- 1999: Szkoła uwodzenia jako Blaine Tuttle
- 2000: Plotka jako Edson
- 2000: Sekta jako Luke McNamara
- 2001: Ocean’s Eleven: Ryzykowna gra jako on sam
- 2001: Witamy w naszej dzielnicy jako Paul Gold
- 2002: Projekt Laramie jako Matt Galloway
- 2002: Kowboje i idioci jako Earl Crest
- 2005: Przeklęta jako Jake
- 2005: Pod słońce jako Jeremy Taylor
- 2005: Aurora Borealis jako Duncan Shorter
- 2005: Americano jako Chris McKinley
- 2006: Bobby jako Wade
- 2007: Battle in Seattle
- 2008: Shutter – Widmo jako Ben
- 2008-2013: Fringe: Na granicy światów jako Peter Bishop
- 2014–2018: The Affair jako Cole Lockhart
- 2025: Karate Kid: Legendy jako Victor